# فيليب كور
فيليب كور (بالإنجليزية: Philip Core)‏ هو كاتب ورسام أمريكي، ولد في 1951، وتوفي في 1989.